# Université Sejong
L’université Sejong est une université coréenne, qui tire son nom du roi Sejong le Grand, inventeur de l’alphabet hangeul. Elle est située à Séoul.

## Histoire
L’université Sejong tire son origine de l’Institut universitaire Kyung Sung, fondé en mai 1940 par le Dr Choo Young-ha, qui s’est progressivement accru après la Seconde Guerre mondiale, d’abord par des enseignements à destination des jeunes filles. Depuis 1961, son campus est situé à Kunja-dong. Son enseignement est ouvert aux deux sexes depuis 1979. Elle ne prend son nom d’université Sejong qu’en 1987, alors qu’elle accueille 6 000 étudiants.

## Enseignements actuels
En 2006, l’université Sejong accueille 13 000 étudiants, dans neuf départements distincts :
- Département de Sciences naturelles :
  - mathématiques appliquées ;
  - physique ;
  - astronomie et sciences de l’espace ;
  - chimie appliquée ;
  - biologie moléculaire ;
  - sciences de géoinformation ;
  - sciences humaines ;

- Département de génie informatique et électronique :
  - école de génie en électronique ;
  - école de génie en communication et information ;
  - école de génie optique ;
  - école de génie informatique ;
  - école de génie logiciel ;
  - contenus numériques ;
  - école d'ingénieurs Internet ;

- Département d’ingénieurs :
  - ingénierie architecturale ;
  - architecture ;
  - école du génie civil et environnemental ;
  - école de génie en géoinformation ;
  - école de génie mécanique ;
  - école de génie aérospatial ;
  - école de génie des matériaux avancés ;
  - nano-sciences et technologies :

- Département des sciences de la vie :
  - biosciences et biotechnologies ;
  - science et technologie de la nutrition ;

- Département des arts libéraux :
  - langue et littérature coréennes ;
  - langue et littérature anglaises ;
  - langue et littérature japonaises ;
  - histoire ;
  - éducation :

- Département de sciences sociales :
  - administration publique ;
  - art et communication ;
  - commerce et économie ;

- Département de gestion des entreprises :
  - e-business ;

- Département d’hôtellerie et de tourisme :
  - gestion hôtelière ;
  - gestion touristique ;
  - gestion culinaire et nutritionnelle ;

- Département des Arts et d'éducation physique :
  - peinture ;
  - design ;
  - mode ;
  - musique :
  - éducation physique ;
  - danse ;
  - animation ;
  - école de cinéma.

## Champs de recherche
L'université Sejong développe une langue construite, l'Unish.

## Jumelages
- Avec le Kasong College de Taïwan depuis 1966